# ایهور زخریک
ایهور زخریک (اوکراینی: Ігор Володимирович Захаряк؛ زادهٔ ۹ مهٔ ۱۹۶۴) بازیکن فوتبال اهل اتحاد جماهیر شوروی سوسیالیستی است.
از باشگاه‌هایی که در آن بازی کرده‌است می‌توان به باشگاه فوتبال کوبان کراسنودار اشاره کرد.